# Coronel Martínez
Coronel Martínez es uno de los distritos del Departamento de Guairá, Paraguay. Se encuentra aproximadamente a 196 km de la ciudad de Asunción y a 22 km de la capital departamental Villarrica. 

## Toponimia e historia

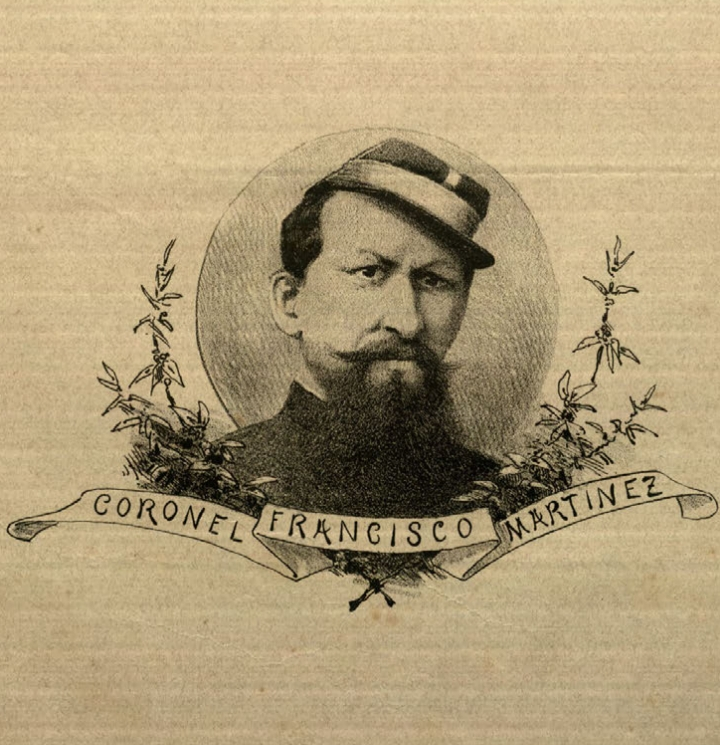
Coronel Francisco Martínez, héroe de la Triple Alianza.

El nombre otorgado a este municipio fue en homenaje al último comandante y defensor de la Fortaleza de Humaitá durante la Guerra de la Triple Alianza, el coronel Francisco Martínez (1831 - 1871).
El poblado se formó dentro de la inmensa propiedad (5.200 hectáreas) de un español llamado Francisco del Monge, quien durante la colonia era recaudador de impuestos reales. Al no tener descendientes, cedió una parte de su terreno a todos los que trabajaban con él y estos, a su vez, a sus respectivos descendientes. Dicho asentamiento perteneció a Hyaty hasta la creación del nuevo municipio de Coronel Martínez en 1919 por el presidente paraguayo Manuel Franco.Las vías del ferrocarril llegaron al pueblo entre 1889 y 1890 lo que impulsó la economía y el crecimiento poblacional. Durante la Guerra del Chaco, se estima que unos 54 varones martinenses combatieron en dicho conflicto. El ferrocarril dejó de funcionar en 1999 y esto afectó severamente al municipio. En 2020, fallece el último excombatiente del Chaco oriundo de Coronel Martínez.

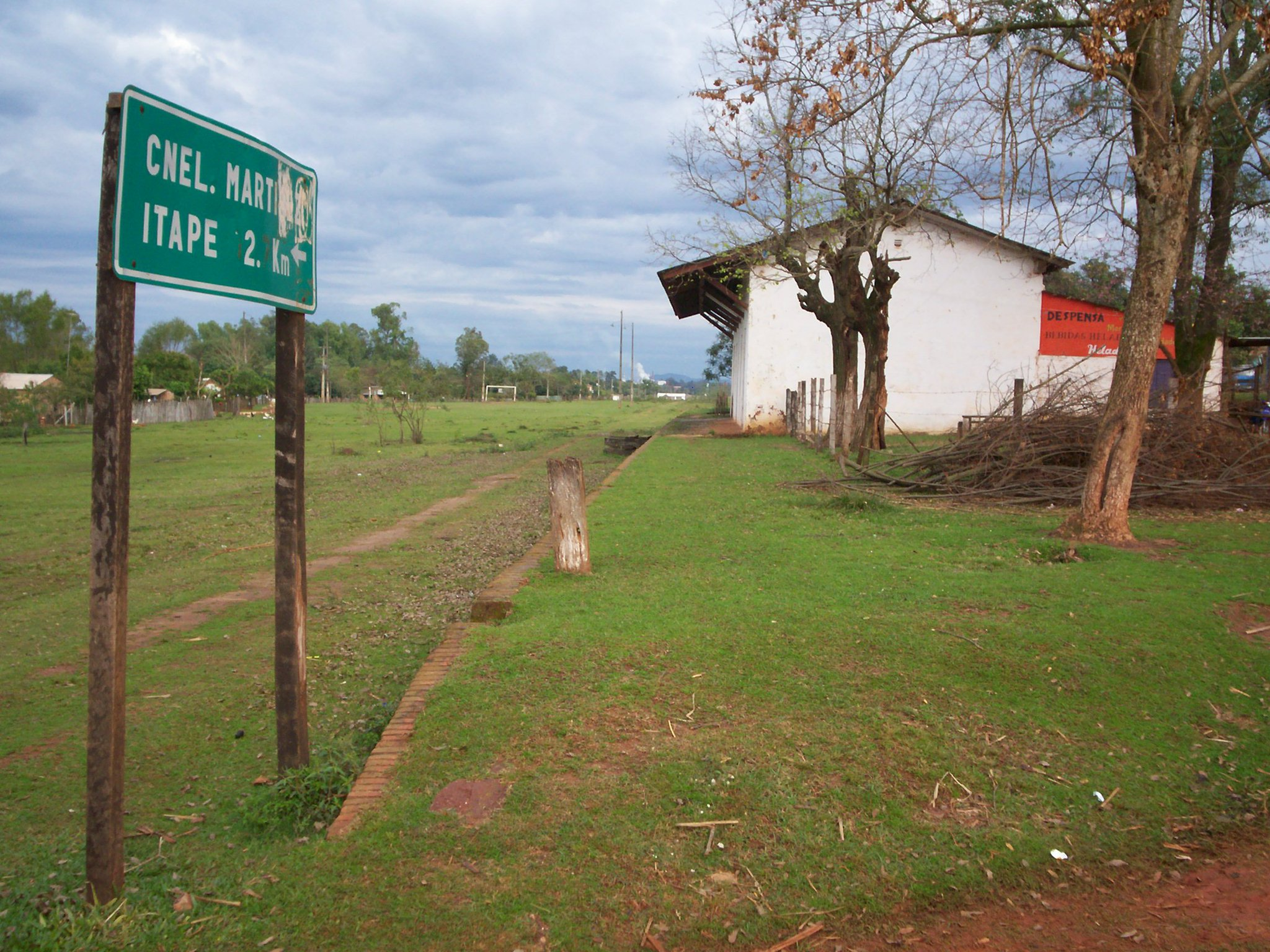
Antigua estación de tren de Coronel Martínez.

## Geografía
Se encuentra al noroeste del departamento de Guairá. Limita al norte con el Departamento del Caaguazú, del que se encuentra separado por el Río Tebicuarymí, al sur con Borja e Itapé, de este último separado por un arroyo afluente del Tebicuarymi; al este con Félix Perez e Itapé y al oeste con el departamento de Paraguarí.

### Clima
Su clima es subtropical húmedo. La temperatura media anual es de 22 °C; su máxima en verano asciende los 38 °C , 39 °C y en invierno suele llegar a 0 °C. Llueve abundantemente en los meses de octubre y noviembre. Los meses julio y agosto, son los que tienen menor registro de lluvia; los otros meses mantienen un promedio de 138mm en precipitaciones, llegando a una media anual de 1.600mm.
Las lluvias excesivas que causan desbordes del Tebicuarymí, frecuentemente inundan la compañía Capellán Cardozo debido a que se trata de una zona baja. Han afectado a centenares de viviendas martinenses en 2017, 2021, 2022 y 2023. Sin embargo,sus pobladores se niegan a ser reubicados porque la mayoría trabaja en la cercana azucarera de Tebicuary o se dedican a la pesca. 

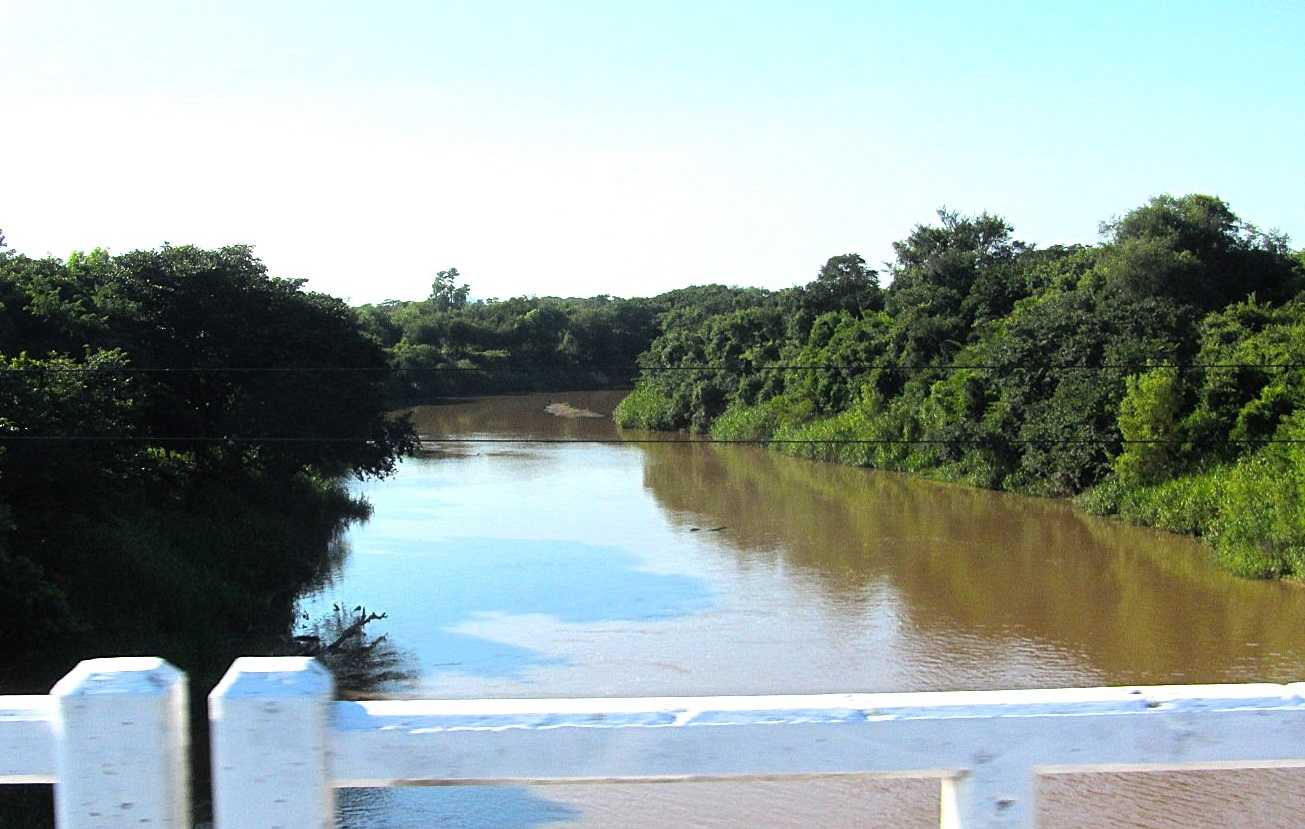
Río Tebicuarymí, visto desde el puente de la ruta Villarrica-Paraguarí.

### Hidrografía
Está irrigado por el Río Tebicuarymí y su red arroyos afluentes como el arroyo Yhú. El Tebicuarymí, a su paso por el municipio, empieza a dirigirse ligeramente al Noroeste por unos 12 km hasta el punto de su confluencia con el arroyo que divide a Caaguazú y Paraguarí; conformando así la totalidad de la frontera entre Coronel Martínez y Tebicuary. Desde este último punto de confluencia toma dirección nordeste por unos 9 km, delineando así el límite norte de las compañías Monges Paso y Costa Barrios.

### Subdivisiones
Cuenta con 9 compañías rurales y 5 barrios urbanos. Las compañías son Ferreira, Teniente Bogado, Potrero Villar, Costa Barrios, Monges Paso, Monges Hugua, Arroyito, San Pedro, Capellán Cardozo. Los barrios son Virgen de Fátima, Inmaculada Concepción, San Miguel, Sagrado Corazón de Jesús y San Ramón. 

## Economía
La principal actividad de Coronel Martínez es la agricultura donde se destaca el cultivo de caña de azúcar. Debido a que en la localidad vecina de Tebicuary funciona uno de los mayores ingenios azucareros del Paraguay, muchos de sus habitantes son empleados del mismo.También cuenta con cultivos de algodón, tabaco, trigo, yerba mate y cítricos. En cuanto a la ganadería, es principalmente de subsistencia y los habitantes crían de ganado vacuno, caprino, porcino y equino.

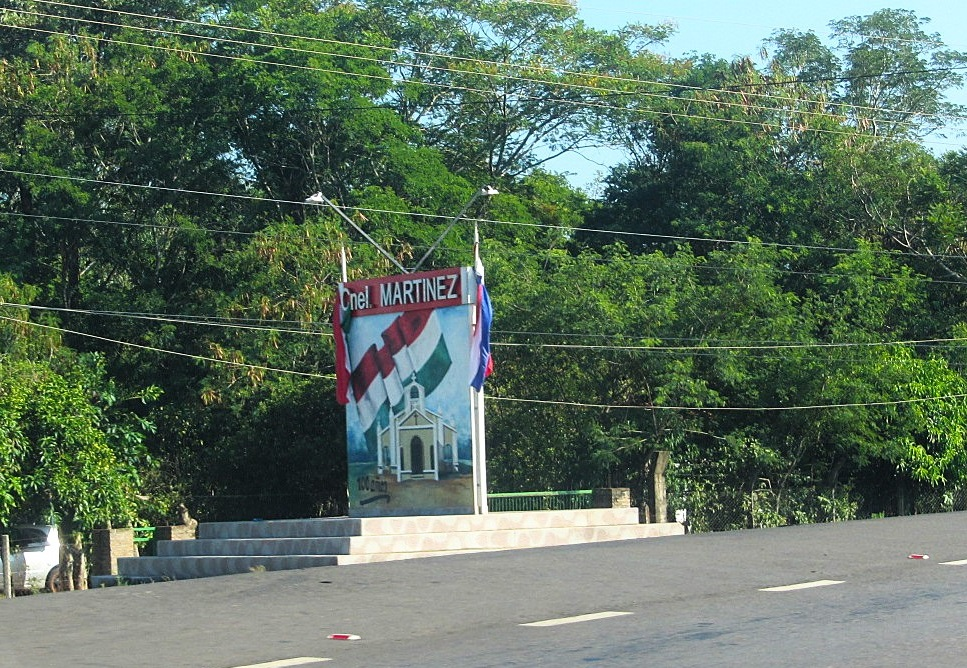
Acceso a Coronel Martínez desde la ruta Villarrica-Paraguarí.

## Infraestructura
La principal vía de comunicación terrestre es el ramal de la Ruta PY01, que la conecta con la capital departamental, con Paraguarí y con Asunción, y con otras localidades del departamento y del país.
Este distrito cuenta con pistas de aterrizaje para aviones pequeños.  Los servicios de transportes aéreos se cumplen con pistas de aterrizajes privadas. Está favorecida con los servicios telefónicos de Copaco y los de telefonía celular, ya sea de la mexicana Claro, la europea Tigo, la argentina Personal y la nacional Vox. Además cuenta con varios medios de comunicación y a todos los lugares llegan los diarios capitalinos. Los viajeros, visitantes del distrito, cuentan para su traslado, dentro del mismo y su enlace con otros y con la capital, con ómnibus deficientes y anticuados. Para los traslados internos se cuentan con ómnibus de pequeña capacidad.